# Untergang der Silberflotte (1733)
Der Untergang der Silberflotte in einem Hurrikan im Juli 1733 vor den Florida Keys war eines der größten Schiffsunglücke des 18. Jahrhunderts.

## Geschichte
Am 2. August 1732 verließ eine spanische Silberflotte unter dem Kommando des Generals Don Rodrigo de Torres Spanien und segelte nach Mexiko. Sie erreichte Anfang Oktober Veracruz. Erst Ende Mai des Folgejahres waren die Schiffe wieder mit Schätzen und Gütern aus den spanischen Kolonien beladen und verließen den Hafen Richtung Havanna, das sie Mitte Juni erreichte. In Havanna wurden weitere Güter zugeladen. General Torres wusste, dass die Hurrikan-Saison bereits begann, aber er wusste auch, dass die spanische Krone die mit der Flotte transportierten 12 Millionen Pesos dringend benötigte, so dass die Flotte am 13. Juli 1733 Havanna verließ und durch die Florida-Straße Richtung Spanien segelte. Die Flotte bestand aus vier Kriegsschiffen und 17 oder 18 Handelsschiffen, das Flaggschiff von Torres war die El Rubi Secundo.
Bereits am zweiten Tag nahm die Windstärke so zu, dass Torres am 15. Juli den Befehl zur Rückkehr nach Havanna gab. Der Wind war jedoch bereits zu stark, so dass die Schiffe nicht mehr umkehren konnten. Nur einem Schiff gelang schließlich doch die Rückkehr nach Havanna, die übrigen sanken oder strandeten im Laufe der Nacht an einem 130 km langen Abschnitt vor den Florida Keys.
Zum Glück für die Spanier wurde die Flotte von dem Hurrikan nicht voll getroffen. Die Schiffe sanken in seichtem Wasser oder strandeten auf den Korallenriffen. Die Überlebenden konnten sich auf die Inseln retten und von den Schiffen Lebensmittel und einen Teil der Schätze bergen. Aus Havanna wurde eine aus neun Schiffen bestehende Rettungsflotte mit Lebensmitteln, Soldaten, Tauchern und Bergungsausrüstung ausgesandt, um die Schiffbrüchigen zu retten und die Schätze zu bergen. Die Bergung zog sich über mehrere Jahre hinweg hin, doch bereits nach drei Monaten waren Gold und Silber im Wert von über 12 Millionen Pesos geborgen worden, was ein sicherer Beweis dafür ist, dass an Bord der Flotte große Mengen Gold und Silber nach Spanien geschmuggelt werden sollten. Vier Schiffe konnten sogar soweit repariert werden, dass sie zurück nach Havanna geschleppt werden konnten. Die Untergangstellen der anderen Schiffe wurden kartiert, anschließend wurden die noch oberhalb der Wasserlinie gelegenen Wrackteile verbrannt, damit Taucher an weitere Schätze gelangen konnten und um Piraten das Auffinden der Wracks zu erschweren.

## Wiederentdeckung
Im Laufe der Jahrhunderte gerieten die Untergangsorte der Schiffe in Vergessenheit. 1937 zeigte ein einheimischer Fischer Art McKee, einem für die U.S. Navy und verschiedenen Firmen tätigen Berufstaucher, die Reste eines Schiffswracks, das in 8 m Tiefe vor Plantation Key lag. McKee fand Artefakte, darunter eine 1721 geprägte Goldmünze, und mit Hilfe von Kopien der Dokumente und Karten aus spanischen Archiven stellte er fest, dass er El Rubi, das Flaggschiff der 1733 gesunkenen Silberflotte entdeckt hatte.
Über mehrere Jahre hinweg barg McKee über 1000 Silbermünzen, Statuen, mehrere Kanonen, Juwelen und andere Gegenstände aus dem Wrack. 1949 entschied er sich, auf Plantation Key ein Museum of sunken Treasure zu gründen, um die gefundenen Gegenstände der Öffentlichkeit zu präsentieren. Seine Arbeit führte zur Entdeckung weiterer Wracks der 1733 gesunkenen Silberflotte. Die Reste der Wracks wurden jedoch kaum von Archäologen erforscht, sondern meistens von Schatzsuchern aufgespürt. Diese nahmen nur wenig Rücksicht auf die historische Bedeutung der Funde und waren hauptsächlich an verwertbaren Schätzen interessiert. Als Unterwasserarchäologen ab den 1970er Jahren im Auftrag der Behörden die gesunkenen Schiffe untersuchten, mussten sie feststellen, dass die Schatzsucher viele historische Überreste unwiederbringlich zerstört hatten. Erst 1984 wurden keine weiteren Genehmigungen für private Schatzsucher erteilt, und mit der Gründung der Florida Keys National Marine Sanctuary 1990 wurden Unterwasserschatzsuchen ganz verboten. Der Fundort des Wracks der San Pedro, eines Handelsschiffs der Silberflotte, wurde am 1. April 1989 stellvertretend für die gesunkene Silberflotte zur zweiten Underwater Archaeological Preserve Floridas erklärt. Die Funde von McKee und andere Artefakte aus den gesunkenen Schiffen befinden sich heute im Museum of Florida History in Tallahassee.